# NEWS LIVE DIAMOND
『NEWS LIVE DIAMOND』（ニュース ライブ ダイアモンド）は日本の男性アイドルグループ、NEWSの4枚目のDVD。

## 概要
「WINTER PARTY DIAMOND LIVE TOUR」（2008年10月25日 - 2009年1月12日/全国10ヵ所）の最終公演となる、大阪･京セラドーム09年1月12日の模様&ツアードキュメンタリーを収録したLIVE DVD。
- 特典映像として、メンバーそれぞれがセルフプロデュースしたミュージックビデオ、滝沢秀明が監督したオープニング映像のメイキング風景を収録。
- 収録映像は初回・通常で同一だが、音声チャンネルのみ異なる。

### 初回生産限定
- スペシャルパッケージ/三方背ケース入
- 20Pブックレット
- 3枚組
- ドルビーデジタル5.1chサラウンド

### 通常仕様
- 2枚組
- 7面14Pジャケット
- ドルビーデジタルステレオ

## 収録内容

### DISC1
LIVE本編
1. OVERTURE
2. Happy Birthday
3. weeeek
4. ガンガンガンバッテ
5. 裸足のシンデレラボーイ
6. SUMMER TIME
7. MC
8. Why
9. バンビーナ
10. Say Hello
11. Party Time
12. シャララタンバリン - 加藤成亮
13. 愛のマタドール - 手越祐也
14. SUPERMAN - 増田貴久
15. I・ZA・NA・I・ZU・KI
16. 太陽のナミダ
17. 星をめざして
18. Fiesta
19. EASY COME, EASY GO
20. MC
21. Share

### DISC2
1. 銀座ラプソディ - 小山慶一郎・山下智久
2. アイアイ傘 - テゴマス
3. 真冬のナガレボシ
4. SNOW EXPRESS
5. Forever
6. チェリッシュ
7. 希望〜Yell〜
8. TEPPEN
9. ムラリスト - 小山慶一郎・加藤 成亮
10. MOLA - 山下智久
11. ordinary - 錦戸亮
12. Change the World
13. BEACH ANGEL
14. FLY AGAIN

ENCORE
1. Smile Maker
2. きらめきの彼方へ
3. weeeek

W ENCORE
1. NEWSニッポン
2. 夢の数だけ愛が生まれる

## TOUR DOCUMENTARY in DIAMOND 2008-2009
1. 10.25-26 仙台・宮城県総合運動公園総合体育館（ホットハウススーパーアリーナ）
2. 11.1-2 サンドーム福井
3. 11.15-16 北海道立真駒内公園屋内競技場（真駒内セキスイハイムアイスアリーナ）
4. 12.6-7 大分・ビーコンプラザ
5. 12.13-14 広島県立総合体育館（広島グリーンアリーナ）
6. 12.17-18 グランメッセ熊本
7. 12.21-23 名古屋市総合体育館（日本ガイシホール）
8. 12.27-28 マリンメッセ福岡
9. 12.30-31,1.1 東京ドーム
10. 1.10-12 大阪ドーム（京セラドーム大阪）

## SPECIAL REEL
ORIGINAL MUSIC CLIP&MAKING
1. 『SUPERMAN』- 増田貴久
2. 『愛なんて』- 手越祐也
3. 『シャララタンバリン』- 加藤成亮
4. 『Love Addiction』- 小山慶一郎
上記4曲は発売当時CD未収録だったが、後にベストアルバム『NEWS BEST』初回盤で初CD化となった。
5. 『code』- 錦戸亮
6. 『MOLA』(R-midwest REMIX)- 山下智久
このバージョンは発売当時CD未収録だったが、後に山下のアルバム『SUPERGOOD, SUPERBAD』通常盤で初CD化となった。

MAKING OF OPENING FILM